# Erwin Bolthausen
Erwin Bolthausen (* 15. Oktober 1945 in Rohr (AG)) ist ein Schweizer Mathematiker, der sich mit Stochastik beschäftigt.

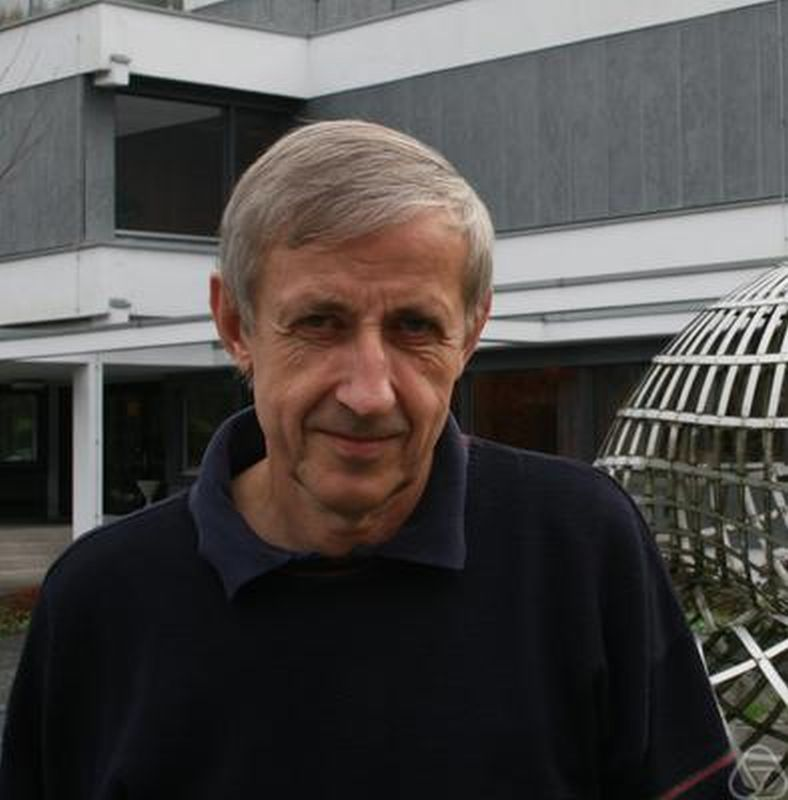
Bolthausen in Oberwolfach 2010

## Leben
Bolthausen wurde 1973 an der ETH Zürich bei Beno Eckmann promoviert (Einfache Isomorphietypen in lokalisierten Kategorien und einfache Homotopietypen von Polyeder). 1978 habilitierte er sich an der Universität Konstanz und war danach Assistenzprofessor an der Goethe-Universität Frankfurt am Main. Er war 1979 bis 1990 Professor an der TU Berlin und danach Professor an der Universität Zürich, wo er 1998 bis 2001 der Mathematikfakultät vorstand.
Bolthausen befasste sich zunächst mit Wahrscheinlichkeitstheorie, zum Beispiel Konvergenzsätzen von Martingalen und kombinatorische Grenzwertsätze sowie der Theorie der großen Abweichung. Später befasste er sich mit stochastischen Modellen der mathematischen Physik, wie Irrfahrten in Zufallsmedien und zufällige Grenzflächen (entropische Abstoßung, Benetzungsphänomene), Spingläsern und Polymere in Zufallsmedien.
Bolthausen ist seit 2007 Mitglied der Leopoldina. 1995 bis 2000 war er Mitglied des Rats des Mathematischen Forschungsinstituts Oberwolfach und seit 2002 Mitglied des wissenschaftlichen Beirats der Ecole d´Ete St. Flour. Seit 1994 ist er Mitglied des Stiftungsrats des Schweizer Nationalfonds.
1987 bis 1989 war er Mitherausgeber der Annals of Statistics und 1988 bis 1993 der Annals of Probability. 1994 bis 2000 war er Herausgeber von Probability Theory and related fields und ist seitdem Mitherausgeber.
2002 war er Invited Speaker auf dem Internationalen Mathematikerkongress in Peking (Localization-delocalization phenomena for random interfaces) und 1996 auf dem Europäischen Mathematikerkongress in Budapest (Large deviations and perturbations of random walks and random surfaces).

## Schriften
- Erwin Bolthausen: On the Volume of the Wiener Sausage. In: Institute of Mathematical Statistics (Hrsg.): The Annals of Probability. Band 18, Nr. 4, 1989, S. 1576–1582, doi:10.1214/aop/1176990633.
- Herausgeber mit Anton Bovier: Spin glasses, Springer Verlag, Lecturenotes in Mathematics, Band 1900, 2007
- mit A. Sznitman Ten lectures on random media, Birkhäuser 2002 (DMV Seminar Oberwolfach 1999)
- Ultrametricity in mean-field spin glasses, Seminaire Bourbaki, März 2014